# 1760 au théâtre
| Années du théâtre : 1757 - 1758 - 1759 - 1760 - 1761 - 1762 - 1763    |
| Décennies du théâtre : 1730 - 1740 - 1750 - 1760 - 1770 - 1780 - 1790 |

## Événements
- Un théâtre est aménagé à Bordeaux à l'entrée de la rue de la Corderie, dit "salle de la Corderie".
- Charles André van Loo peint Mademoiselle Clairon en Médée.
- Publication de la Lettres sur la danse de  Jean-Georges Noverre, ouvrage fondamental sur la danse et le ballet.

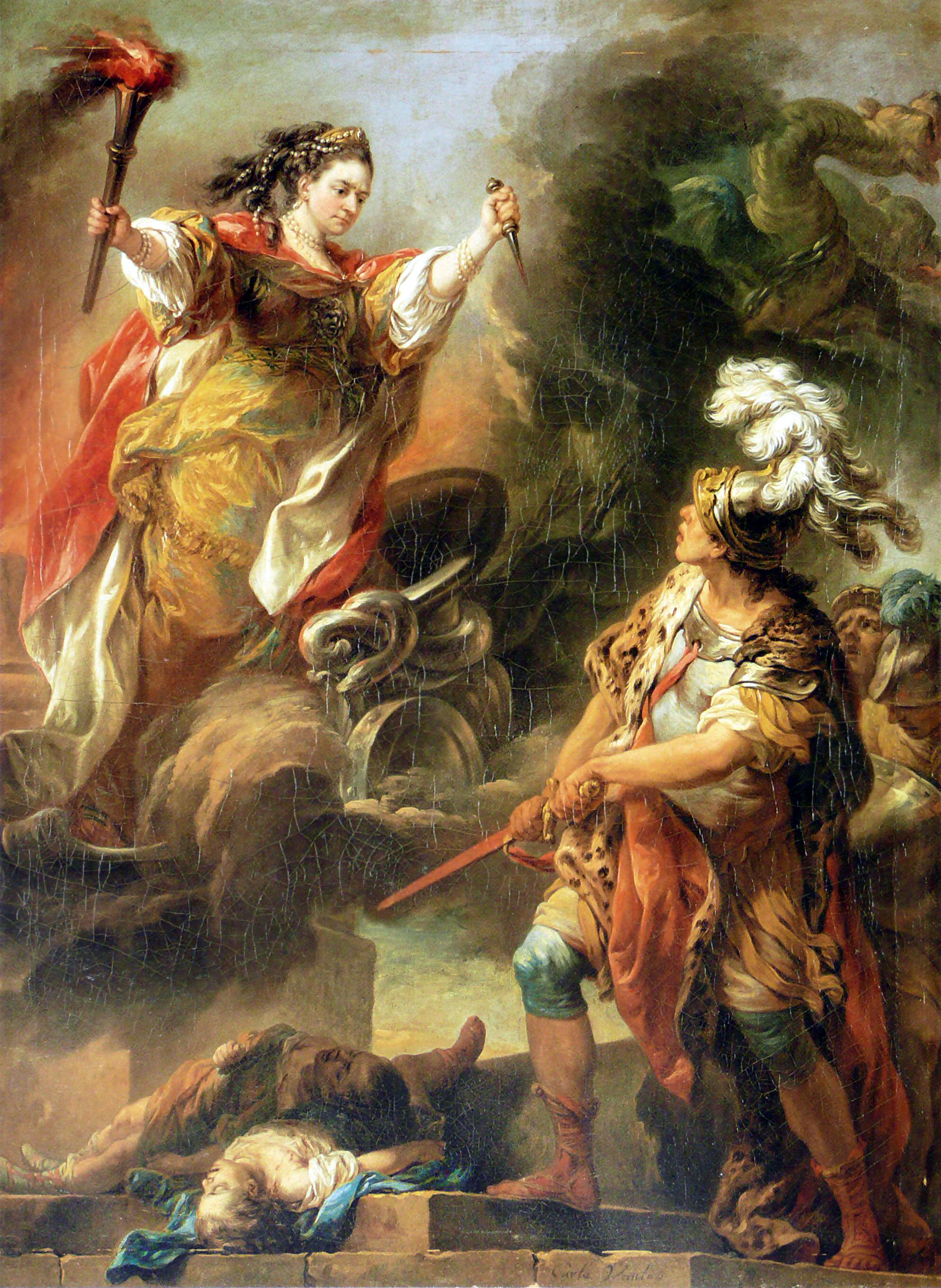
Charles André van Loo, Mademoiselle Clairon en Médée, huile sur toile, Potsdam, Nouveau Palais.

## Pièces de théâtre représentées
- 24 janvier : The Way to Keep Him (en), comédie d'Arthur Murphy, Londres, théâtre royal de Drury Lane, avec David Garrick dans le rôle principal.
- 28 janvier : The Minor (en), comédie de Samuel Foote, Dublin, Crow Street Theatre ; reprise à Londres le 28 juillet, Theatre Royal Haymarket.
- 16 février :  Les Rustres, comédie de Goldoni, Venise, Teatro San Luca.
- 21 février : The Siege of Aquileia (en), tragédie en vers de John Home, Londres, théâtre royal de Drury Lane.
- 2 mai : Les Philosophes, comédie de Charles Palissot de Montenoy, Paris, Comédie-Française.
- 26 juillet : Le Café ou l'Écossaise, comédie de Voltaire, Paris, Comédie-Française.
- 3 septembre : Tancrède, tragédie de Voltaire, Paris, Comédie-Française, avec Lekain et Mademoiselle Clairon dans les rôles principaux.
- novembre : Le Père de famille, drame de Denis Diderot, Marseille, troupe de Jean-Baptiste Sarny.
- Polly Honeycombe (en), comédie de George Colman, Londres, théâtre royal de Drury Lane.

## Naissances
- 10 mars : Leandro Fernández de Moratín, dramaturge espagnol, mort le 2 juin 1828.
- 17 juin : Louise Contat, actrice française, créatrice du rôle de Suzanne  dans Le Mariage de Figaro de Beaumarchais, morte le 9 mars 1813.
- 11 juillet : François-Benoît Hoffmann, auteur dramatique et critique français, mort le 25 avril 1828.

## Décès
- 13 novembre : Jean-Baptiste de La Noue, acteur et dramaturge français, né le 20 octobre 1701.
- décembre : Sylvain Ballot de Sauvot, avocat et homme de lettres amateur français, librettiste pour Jean-Philippe Rameau, né en 1703.
- Vers 1760 : 
  - François Moylin, dit Francisque, comédien et directeur de troupe actif en France et à Bruxelles, né vers 1690.